# شهرستان اقلید
شهرستان اقلید یکی از شهرستان‌های استان فارس ایران است. مرکز این شهرستان، شهر اقلید است و جمعیت آن بر پایه سرشماری سال ۱۳۹۵، برابر با ۹۳٬۷۶۳  تن بوده‌است. این شهرستان یکی از مناطق کوهستانی و سرسبز فارس است و دارای آب هوای سرد و زمستانی است.
دریاچه کافتر، تنگ براق، کوه بل، قدمگاه سده، چشمه بالنگان، باتلاق گور بهرام، آسپاس، حوضچه دختر گبر، امامزاده سید محمد، چشمه محمد رسول‌الله، منطقه شکارممنوع بصیران، سرداب، بید سبحان، پارک انقلاب، پارک پارسیان، باغ گل خارستان، قلعه شهرآشوب، فی منی حسن‌آباد، قوره‌دان، امامزاده اسماعیل، و چشمه‌های متعددی که فضاهای فرح‌بخش و زیبایی را فراهم آورده‌اند به همراه دامنه کوه‌ها و سواحل رودخانه‌ها و دریاچه سد ملاصدرا از مهم‌ترین جاذبه‌های طبیعی شهر و شهرستان اقلید به‌شمار می‌آیند و
اقلید دارای محله های:اَسلَمان،آقاکه، باغستان، ارجمان، فسارود، عصار، الیاسان، محله محمدتقی، محله رودخانه، باغنو،محله مراد خانی،محله بازار-محله رود-محله حاج نبی و محله سید محمد -محله دودانگه- زینبیه و... است.

## موقعیت جغرافیایی و اقلیمی
شهرستان اقلید با وسعت ۷۰۵۴ کیلومتر مربع قریب به ۷/۵ درصد کل مساحت خاکی استان فارس را به خود اختصاص داده‌است. این شهرستان دارای دو نقطه شهری اقلید و سده، سه بخش، نه دهستان و هشتاد روستا می‌باشد و از ۹۳۹۷۵ نفر جمعیت شهرستان، ۵۶۸۰۳ نفر(%۶۰) در نقاط شهری و ۳۵۱۵۹ نفر (%۴۰) در نقاط روستایی اسکان دارند. شهرستان اقلید در محدوده جغرافیایی ۵۲ درجه و ۵۵ دقیقه طول شرقی و ۳۱ درجه و ۱۳ دقیقه عرض شمالی قرار گرفته‌است. از جنوب به شهرستان‌های مرودشت و سپیدان، از شرق به شهرستان خرمبید و از غرب به استان‌های اصفهان و کهگیلویه و بویراحمد محدود می‌شود. مهم‌ترین دشت‌های این شهرستان عبارتند از: دشت بکان، دشت نمدان، مهم‌ترین کوه‌های شهرستان نیز عبارتند از: ۱-کوه آب سیاه، ۲-رشته کوه سفید (کوه بل بلندترین قله آن است)، ۳-کوه بکان.
رودخانه سفید، رودخانه گاوگدار و رودخانه شادکام مهم‌ترین رودخانه‌های شهرستان بوده و دریاچه نیز با مساحت میانگین ۲۳ کیلومتر مربع (در سال‌های پر باران حداکثر ۴۸ کیلومتر مربع و در سال‌های خشک حداکثر ۵ کیلومتر مربع واقع در دشت نمدان یکی از دریاچه‌های طبیعی آب شیرین فارس است و با وجود عمق ناچیز از نظر زیست‌محیطی و جذب پرندگان مهاجر اهمیت زیادی دارد.
شهرستان اقلید جزء مناطق کوهستانی و مرتفع کشور به‌شمار می‌رود و شهر اقلید دومین شهر مرتفع در استان فارس پس از صفاشهر و ششمین شهر مرتفع کشور است. ارتفاعات آن دنباله سلسله جبال زاگرس بوده و حداکثر ارتفاع آن از سطح دریا4040 متر بنام کوه بل در جنوب اقلید است. دارای زمستان‌های سردو تابستان‌های معتدل می‌باشد. حداکثر درجه حرارت برابر با ۳۷ درجه سانتیگراد و حداقل آن ۲۲- درجه سانتیگراد در سردترین ماه سال است. متوسط بارندگی سالیانه در این شهرستان بین ۳۳۰–۳۰۰ میلی‌متر در مرکز شهر و روستاها و ۶۰۰–۴۰۰ میلی‌متر در ارتفاعات است. این شهرستان یکی از نواحیی بادخیز استان بوده و اکثر مواقع سال سرعت باد قابل ملاحظه است. بنابر گزارش‌ها واصله سرعت باد به ۱۶۰ کیلومتر در ساعت نیز رسیده‌است.

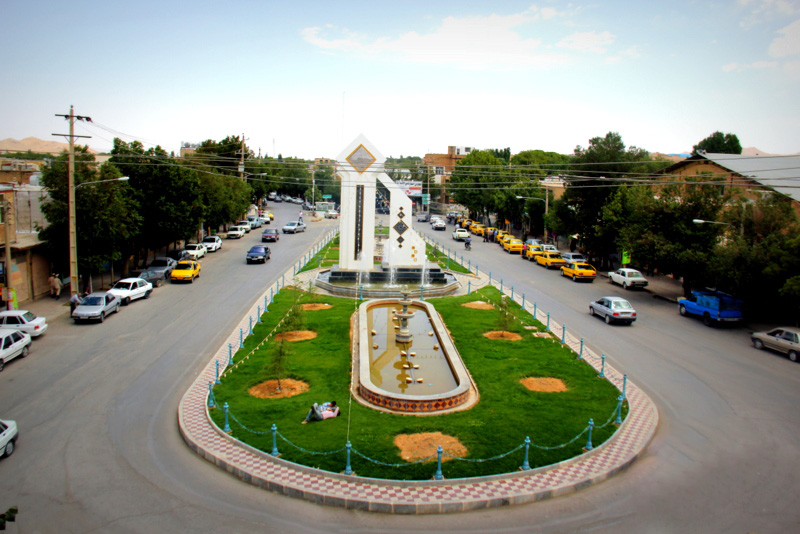
اقلید میدان شهدا

## تقسیمات کشوری
شهرستان اقلید دارای سه بخش زیر است:
- بخش مرکزی
  - دهستان خنجشت
  - دهستان شهرمیان

شهرها: اقلید
- بخش حسن‌آباد
  - دهستان احمدآباد
  - دهستان حسن‌آباد
  - دهستان بکان

شهرها: حسن‌آباد
- بخش سده
  - دهستان سده
  - دهستان دژکرد
  - دهستان آسپاس

شهرها: سده، دژکرد

## مردم
زبان رایج مردم شهرستان اقلید ، زبان فارسی با گویش اقلیدی است. در بخش سده و حسن آباد مردم به زبان لری سخن می‌گویند؛
و بخاطر وجود طوایف مختلف عشایر در نیمی از سال زبان ترکی قشقایی و عرب، باصری نیز رایج است تعدادی از این عشایر هم بعضاً در روستاها و مرکز شهر ساکن هستند.

## پیشینه تاریخی
پیشینه منطقه با توجه به نشانه‌هایی که در دسترس است به پایان دوره نوسنگی یعنی یک هزار سال پیش از میلاد می‌رسد. آثار تاریخی مانند حوضچه دختر گبر، کتیبه تنگ براق، کوشک زر، کتیبه کوه بل، باتلاق گور بهرام و چشمه شیرین، و چند نشانه کوچک و بزرگ دیگر گواه بر قدمت تاریخی این قلمرو است. بر خلاف امروز که اقلید در حاشیه قرار گرفته‌است، در گذشته جاده اصلی اصفهان ـ شیراز از اقلید می‌گذشته‌است و به همین دلیل نقشی مهمتر و کلیدی تر از سایر شهرستانها در تحرک فعالیت‌های اقتصادی واجتماعی سرزمین پارس داشته‌است. این شهر زمانی گوشه‌ای از شاهنشاهی هخامنشیها به نام آزارگاتا و مرکز تربیت اسب جنگی کوروش به‌شمار می‌آمده‌است. به استناد آثاری است که از کتب تاریخی و سفرنامه‌های جهانگردان بجای مانده، اقلید در دوران پیش از اسلام نیز شهری آباد و مطرح بوده‌است. در کتاب تاریخ فارسنامه ناصری از انتشارات کتابخانه سنایی آمده‌است که قدمت اقلید مربوط به دوران ساسانیان است و سنگ نوشته موجود در تل قلات مشتمل بر ۲۱ سطر خط پهلوی (مربوط به سال ۱۳۳۴ هـ. خورشیدی) مؤید این موضوع است.
در مورد وجه تسمیه اقلید در فارس نامه ناصری مرحوم حاج میرزا حسین فسائی آمده‌است: "اقلید در زبان یونانی به معنای کلید است یعنی آن بلوک کلید گشودن مملکت فارس است، هر آن که آن را فتح نمود گویا فارس را فتح نموده‌است. " مردم (دال) کلمه کلید را به (لام) تبدیل کرده و در محاورات خود کلیل می‌گفته‌اند.
اقلید در آثار جهانگردان و نویسندگان:
آنچه می‌توان دربارهٔ قدمت تاریخی شهرستان اقلید بیان نمود به استناد آثاری است که از کتب تاریخی و سفرنامه‌های جهانگردان به جای مانده و بیانگر این است که اقلید در دوران پیش از اسلام نیز شهری آباد و مطرح بوده‌است.
ابن بطوطه، مورخ مراکشی در سفرنامه خود که در سال ۷۲۵ هجری تألیف شده، می‌نویسد: «وقتی از اصفهان به سوی شیراز حرکت کردیم، نخست به شهر کلیل رسیدیم که شهرکی است دارای شهرها و باغ‌ها ومیوه‌های فراوان.»
در شاهنامه فردوسی، اقلید (جَز) نام داشته که به معنای جزیره است و این عنوان به این جهت بوده که در قسمت‌های جنوبی اقلید، به دلیل فراوانی آب و بارندگی زیاد، دریاچه‌هایی وجود داشته‌است.
فرصت الدوله شیرازی در کتاب ارزشمند خود (آثار عجم)، از اقلید نام می‌برد و در سفر شیراز به تهران، در چمن آسپاس منزل کرده و چند شب را در آن جا گذرانده‌است.
ابن بلخی در کتاب فارسنامه خود که بین سال‌های ۵۰۰ تا ۵۵۰ هجری قمری نگاشته‌است، در مورد اقلید می‌گوید: " اقلید، شهرکی کوچک است و حصاری دارد و جامع و منبر دارد و هوای آن سردسیر است و آب آن خوش است و روان و میوه و غله از هر نوع است ".
حمداله مستوفی در کتاب نزهت القلوب می‌نویسد: «اقلید شهری کوچک است و حصاری دارد و هوایش معتدل است و آب روان دارد و در او از همه نوع میوه است و غله. سورمق و ارجمان از توابع اقلید است.»
ژان گوتر در کتاب خواجه تاجدار می‌نویسد: «سپاه آقامحمدخان قاجار با تصرف فارس، یک هفته در آسپاس و کوشک زر اتراق کرده و از آنجا به شیراز عزیمت نموده‌اند.»
مادام ژان دیولافوا که همراه شوهرش مارسل دیولافوا باستان‌شناس فرانسوی در سال ۱۸۸۱ میلادی به ایران مسافرت کرده‌است، در سفرنامه خود می‌نویسد: «به اقلید رفتیم تا مسجدی را که تعریف آن را شنیده بودیم ببینیم. خرابه‌های یک کاخ کوچک صفوی را هم دیدیم. هوای اقلید صاف، آب آن گوارا و چشمه‌های فراوان دارد.»
ایران‌شناس معروف آلمانی پروفسور والتر هیتس، ضمن خواندن آثار باستانی مربوط به حوض دختر گبر در تل قلات اقلید، مقالاتی در این زمینه نوشته‌است.
مرحوم دهخدا، در واژه‌نامه خود می‌نویسد: "اقلید شهرکی است واقع در استخر فارس، دارای ولایات و مزارع بیشمار، دارای یک بخش مرکزی و مهم به نام سرحد چهاردانگه که سابقاً دشت روم گفته می‌شده‌است. "

## جاذبه‌های گردشگری

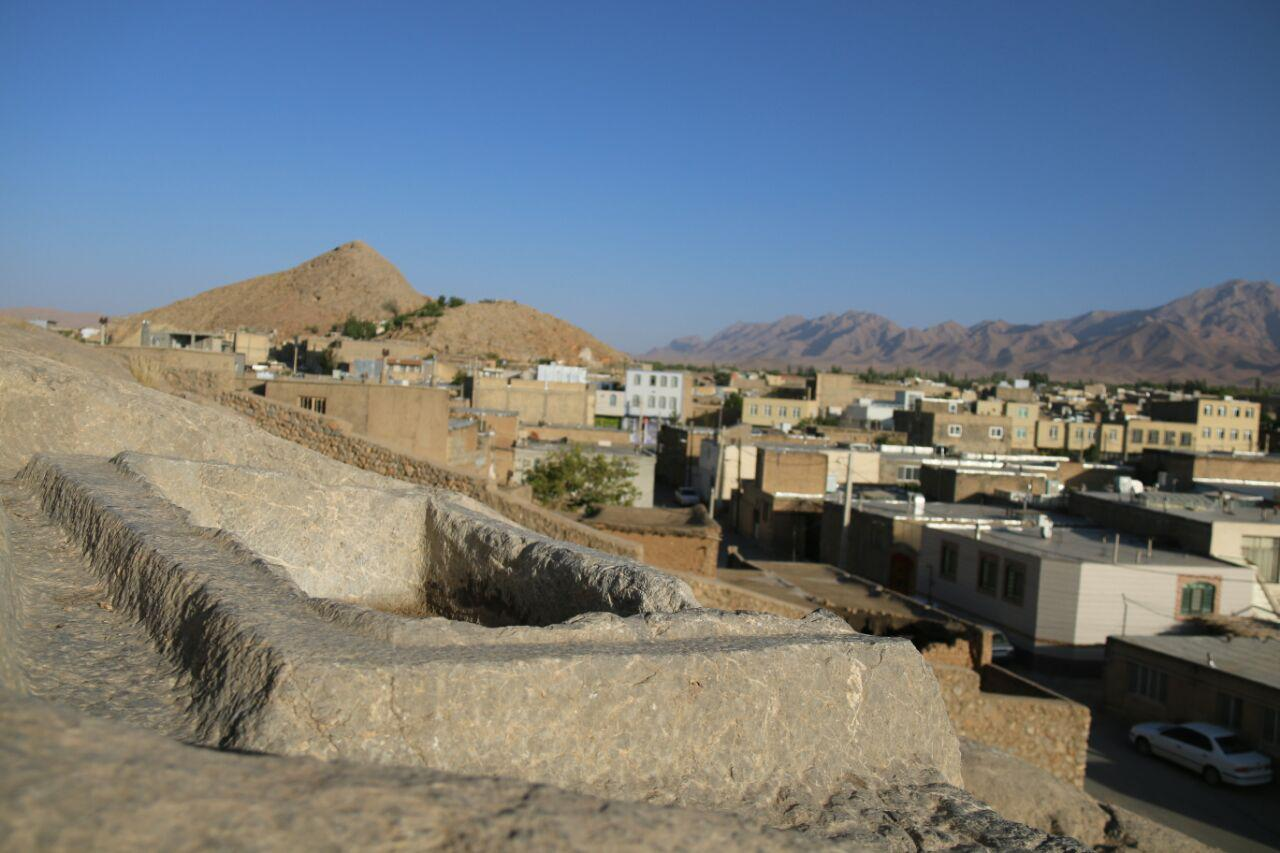
حوض دختر گبر

### جاذبه‌های تاریخی
- حوض دختر گبر و کتیبه پهلوی در مرکز شهر اقلید درسینه کوهی از دل سنگ فضایی دوپله‌ای تراشیده‌است که دروسط گودالی به ارتفاع ۳۰ سانتی‌متر حفرشده‌است که مشهور به دختر گبر است. به یکی از دیواره‌های این مکان کتیبه‌ای به خط پهلوی ساسانی درفضایی به طول ۲ متر وعرض ۸۸ سانتی‌متر کنده شده‌است.[۱۱]
- کاروانسراهای کناس[۱۱]
- قلعه شهرآشوب این قلعه بسیار زیبا متأسفانه چندی است که مورد تخریب واقع شده[۱۱]
- منبر و کتیبه مسجد جامع[۴]
- قلعه آسپاس[۱۲]
- باتلاق گور بهرام

### جاذبه‌های مذهبی
- امامزاده سید محمد:بقعه متبرک این امام زاده در فاصله ۷۹ کیلومتری جنوب شرقی اقلید در نزدیکی دریاچه کافترواقع شده‌است. امام زاده سیدمحمد از نوادگان علی است. اطراف این امام زاده درختان فراوان و چشمه سارهایی وجود دارد که طراوت خاصی به منطقه داده‌است.
- امام زاده عبدالرحمن: بقعه متبرکه امام زاده در مرکز شهر ودرکنار کوه حوض دختر گبر قراردارد. بقعه این امام زاده دارای دو گلدسته وگنبد است که درشبستان وصحن جلوی آن گلزارشهدای اقلیدقراردارد. ودرانتهای شرقی آن مرقدامام زاده عبدالرحمن قراردارد. ضریح این امام زاده باقلم کاری‌های زیبا مزین شده‌است.[۱۱]

### جاذبه‌های طبیعی

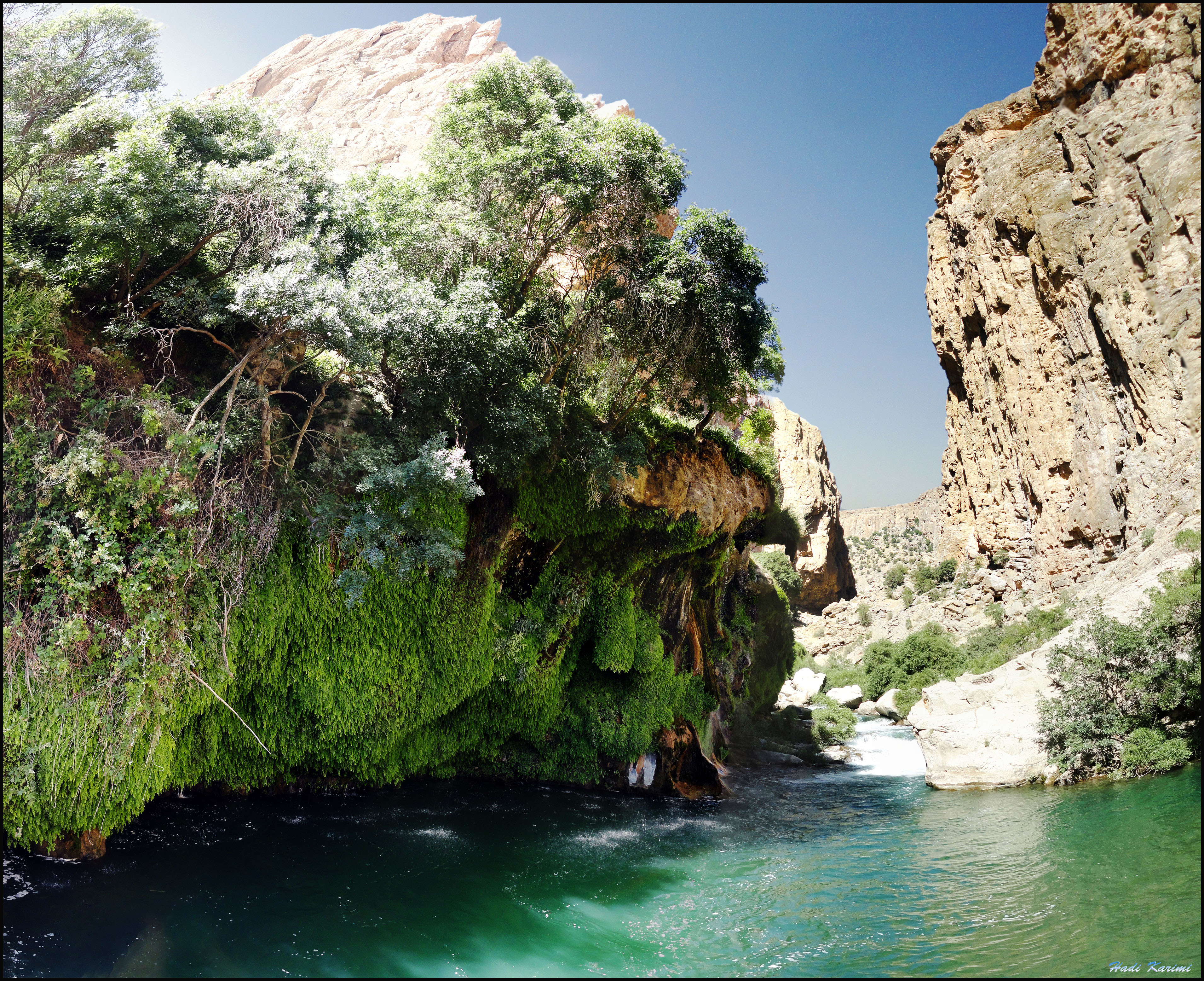
تنگ براق

- چشمه محمد رسول‌الله: این چشمه در جنوب غربی شهر اقلید ودرفاصله ۵ کیلومتری آن قرار دارد. این چشمه که از زیر یک تپه سنگی و خاکی می‌جوشد پس از ورود به یک حوضچه از طریق نهری کوچک باغ‌های اطراف را آبیاری می‌کند. نام قدیمی این چشمه رودخانه شکاب بوده که طی ۱۰۰ سال گذشته به چشمه محمد رسول‌الله تغییر بافته‌است.
- فسارود: فسارود یکی از خیابان‌های زیبای شهرستان اقلید است که از انبوهی از درختان پوشیده شده و این درختان تابش خورشید به سطح زمین را سخت می‌کنند، این خیابان مورد توجه بازدیدکنندگان از اقلید قرار می‌گیرد.
- تنگ براق: از تفرجگاه‌های طبیعی و کوهستانی اقلیداست که در فاصله ۸۰ کیلومتری جنوب شهرقرار گرفته‌است این منطقه دارای پوشش گیاهی فراوان ودره سبز و خرم درپایه رشته کوه لیله مند واقع شده‌است. دراین تنگ کتیبه‌ای به خط پهلوی ساسانی وجود دارد.[۱۳]
- دریاچه کافتر (شادکام):این دریاچه با مساحتی در حدود ۴۸ کیلومتر مربع یکی از دریاچه‌های آب شیرین استان فارس است که در جنوب شرقی شهرستان اقلید واقع شده‌است واز زیستگاه‌های بسیار ارزشمند پرندگان مهاجر محسوب می‌شود.
- رودخانه شادکام: این رودخانه که در گذشته به نام رودخانه سا ریاتن مشهور بود از چشمه‌ای به همین نام در ارتفاعات کوه آلما لیجه سرچشمه می‌گیرد و پس از آبیاری دشت نمدان به دریاچه کافتر می‌ریزد.
- رودخانه کر: رودی که از کوه‌های سیدمحمد و پالانگری در شهرستان اقلید سرچشمه می‌گیرد و پس از پیوستن آب تعدادی از چشمه‌های این شهرستان به آن با نام رودخانه کر از ناحیه تنگ براق به شهرستان مرودشت وارد می‌شود.
- چشمه بالنگان: چشمه حاجی‌آباد (بالنگان) با جلوه‌های بسیار زیبا و تفرجگاهی در منطقه‌ای به وسعت سه کیلومتر در محدوده شهرستان اقلید قرار دارد.
- چشمه قدمگاه: این چشمه در شهرسده در محلی با پوشش گیاهی مناسب و محوطه‌ای سرسبز و درختکاری شده قرار دارد. موقعیت این چشمه برای ایجاد تأسیسات پذیرایی بین راهی بسیار مناسب است. در حال حاضر چشمه فوق پس از انباشت در یک حوضچه بخشی از زمین‌های اطراف راآبیاری می‌کند.
- چشمه چویو:این چشمه در مجاورت جاده آسپاس شهرستان اقلید در دامنه ارتفاعات کوه حسینی قرارگرفته و منطقه‌ای مناسب برای تأسیس پارک جنگلی و ایجادگردشگاه است.
- کوه بل: بلندترین قله کوهستان سفید از منطقه زاگرس جنوبی و بلندترین کوه استان فارس در جنوب شهر اقلید است.
- روستای محمدآباد: این روستا که از توابع شهرستان اقلید است و در بخش مرکزی دهستان خسرو و شیرین قرار دارد. درضلع جنوبی این روستا محوطه‌ای با مساحت شش کیلومتر وجود دارد که آب‌های سطحی و پوشش گیاهی مرکب از درختان بید سپیدار و نارون چشم‌انداز زیبایی به آن بخشیده و ارزش گیاهی ویژه ایجادکرده‌است.
- روستای بازبچه: در حدفاصل میان شهرمیان تا اقلید قرار دارد که از چشم‌انداز طبیعی زیبا برخوردار است. این محل در طول سال مورد بازدید گردشگران قرارمی گیرد. این روستا در فاصله ۴۰ کیلومتری اقلید قرار دارد فراوانی آب‌های سطحی کیفیت مناسب پوشش گیاهی درختان جنگلی و آب هوای مطبوع کوهستانی از ویژگی‌های این روستا می باشد.
- روستای دژکرد: در حدفاصل میان کاکان قرار دارد که از چشم‌انداز طبیعی زیبا برخوردار است. این محل در طول سال مورد بازدید گردشگران قرارمی گیرد. این روستا در فاصله ۱۰ کیلومتری تنگ براق قرار دارد فراوانی آب‌های سطحی کیفیت مناسب پوشش گیاهی درختان جنگلی و آب هوای مطبوع کوهستانی از ویژگی‌های ارزشمندی است که این منطقه را در شمار یکی از جاذبه‌های طبیعی استان قرارداده است.[۱۱]